# De spoorweg
De spoorweg (Frans:Le Chemin de fer, Engels: The Railway) is een beroemd schilderij van Édouard Manet. Het staat ook bekend onder de naam Gare Saint-Lazare. Manet schilderde dit merkwaardige portret van een vrouw met een kind in 1872/73 en stelde het tentoon op de Parijse Salon van 1874, waar het op weinig bijval kon rekenen. Tegenwoordig maakt het onderdeel uit van de collectie van de National Gallery of Art in Washington D.C.

## Voorstelling
De vrouw links op het schilderij is Victorine Meurent, het favoriete model van Manet dat voor veel van zijn schilderijen poseerde, bijvoorbeeld voor Olympia en Le déjeuner sur l'herbe. De spoorweg zou het laatste werk zijn dat de schilder van haar maakte. Naast haar, met de rug naar de toeschouwer toe, staat waarschijnlijk de dochter van de schilder Alphonse Hirsch, Manets buurman. De tegenstellingen tussen beiden springen direct in het oog; het meisje draagt een witte jurk afgezet met een blauwe strik, terwijl Victorine Meurent een blauwe jurk aan heeft, die met wit is afgezet. Daarnaast kijkt deze laatste de toeschouwer recht aan, terwijl het meisje naar de achtergrond kijkt. Het zwarte lint om het haar van het meisje en de hals van de vrouw vormt een verbindend element. Door deze compositie blijft de relatie tussen de hoofdpersonen voor de toeschouwer raadselachtig.
In haar schoot houdt Victorine Meurent een geopend boek, een waaier en een hondje. Door haar vingers die het boek nog op de juiste plaats open houden, wordt de indruk gewekt dat zij zojuist gestoord is bij het lezen. Het hondje is een directe verwijzing naar de Venus van Urbino, het beroemde schilderij van Titiaan dat aan de basis had gestaan van Manets Olympia. Rechtsonder is een tros druiven te zien, wat erop wijst dat het schilderij in de herfst gemaakt is.
Door de houding van het meisje wordt de blik van de kijker meegetrokken naar de wereld achter het hek waar het spoorwegemplacement van het Gare Saint-Lazare ligt. Veel daarvan wordt aan het zicht onttrokken door de stoomwolken van een locomotief, maar rechts is nog een seinhuisje te zien, evenals een stukje van de Pont de l'Europe. Deze brug zou later nog door veel kunstenaars geschilderd worden, o.a. door Caillebotte en Monet. In de linkerbovenhoek zijn enkele huizen te zien aan de overkant van de sporen. Naar alle waarschijnlijkheid heeft Manet hier zijn eigen atelier aan de Rue Saint-Pétersbourg afgebeeld.

## Kritiek
In zijn tijd was De spoorweg een uitgesproken modern schilderij. In de eerste plaats omdat een van de hoofdpersonen van de achterkant wordt afgebeeld, maar ook door op de achtergrond het Gare Saint-Lazare af te beelden, symbool van de moderne tijd. Deze achtergrond, voor zover die door de stoom en het hek, dat over de volle breedte van het doek is afgebeeld, is te zien, is niet in perspectief afgebeeld, waardoor alle nadruk komt te liggen op de smalle voorgrond. Ten slotte doet ook de vluchtigheid van het tafereel uiterst modern aan. In het Parijs van de 19e eeuw met zijn drukke boulevards waren ontmoetingen tussen onbekenden aan de orde van de dag.
Tijdens de Salon van 1874 kreeg het schilderij veel kritiek te verduren, o.a. op de grove penseelstreken die het werk een onaf karakter gaven. Onder een karikatuur viel te lezen: "Die ongelukkigen! Toen ze zagen dat ze zo waren geschilderd, wilden ze wegrennen. Hij [Manet] had dit al voorzien en heeft daarom tralies neergezet om ontsnappen onmogelijk te maken." Tot de bewonderaars van het werk behoorde de jonge dichter Stéphane Mallarmé.

## Herkomst
- 1873: Jean-Baptiste Faure, de belangrijkste verzamelaar van Manet, wordt de eerste eigenaar van het schilderij.
- circa 1881: verkocht aan Durand-Ruel et Cie, Parijs en New York voor 5.400 frank.
- 31 december 1898: verkocht aan Henry Osborne Havemeyer en zijn echtgenote, geboren Louisine Waldron Elder, New York voor 100.000 frank.
- 1929: nagelaten aan Horace Havemeyer, New York
- 1956: nagelaten aan de National Gallery of Art